# Fuerza Aérea de República Dominicana
La Fuerza Aérea de República Dominicana (abreviada como  FARD) es una de las instituciones militares del Ministerio de Defensa de la República Dominicana, junto con el Ejército de la República Dominicana y la Armada de la República Dominicana.

## Historia
Tras el fin de la ocupación del Cuerpo de Marines de los Estados Unidos, que duró de 1916 a 1924, el General Horacio Vázquez fue elegido presidente. Vázquez comenzó la construcción de nuevas fuerzas armadas, ya que el ejército había sido reducido a una fuerza policíaca durante la ocupación. En 1928 consolidó al Ejército Nacional y promulgó la Ley 904, mediante la cual se aportaron $125,000 dólares para organizar un arma aérea.
Un grupo de ingenieros y cadetes fueron enviados a la escuela de aviación “Campo Colombia” localizada en la base aérea Teniente Brihuegas, en La Habana, donde recibieron el entrenamiento necesario para convertirlos en las semillas del nuevo servicio aéreo. El principal impulsor de este servicio fue el nuevo presidente, el General Rafael Leónidas Trujillo, antiguo jefe de las fuerzas armadas, quien mediante el decreto 283 creó el Arma de Aviación del Ejército Nacional en 1932.
En 1933 llegaron los primeros equipos, incluyendo 3 biplanos de reconocimiento Vought O2S-3SD Corsair que eran operados por mercenarios norteamericanos, quienes sirvieron como instructores para la primera generación de pilotos que se habían graduado del entrenamiento básico en Cuba. Con la compra de nuevos monoplanos Bellanca Pacemaker, Byrd y Stinson SM-2AB Junior se estableció un servicio de correo aéreo, para el que se planeó la construcción de una docena de aeródromos a lo largo del país.
En enero de 1936 se creó el destacamento de aviación del Ejército Nacional a través de la Orden General No.1 dictada por el presidente Trujillo y rápidamente obtuvo impulsos para crear una reputación a nivel internacional. Adquirió dos cazas Curtiss-Wright CW-19R, destinando uno de ellos a un maratón panamericano al lado de tres monoplanos cubanos Stinson Reliant. El vuelo de promoción fue cancelado cuando los tres aviones cubanos se accidentaron en Colombia, sin embargo, esto puso en claro la ambición del General Trujillo por poner a su país en la punta de la lanza de la aviación militar latinoamericana.
Para 1944 se construyó un importante y moderno aeropuerto en construcción a las afueras de Ciudad Trujillo, 10 kilómetros al oeste de la capital que se encargaría del tráfico civil y militar en la región. La terminal fue inaugurada el 22 de enero de 1944 y bautizada con el nombre de Aeropuerto General Andrews, en honor al general estadounidense Frank M. Andrews. Tras haber otorgado permiso a las fuerzas estadounidenses para utilizar algunas de sus bases, la República Dominicana fue autorizada a recibir ayuda militar, incluyendo a media docena de entrenadores armados North American AT-6 Texan y algunos entrenadores PT-17 y BT-13. Llegaron acompañados de una misión de asesores estadounidenses.

### Amenaza Latente
Un grupo de exiliados dominicanos basados en Cuba amenazaron con invadir la isla en 1947 y derrocar al dictador. Este grupo formó la Fuerza Aérea del Ejército de la Revolución Americana (FAERA), teniendo como base principal La Habana. Su flota estaba formada por 2 Cessna T-50, 1 bombardero Consolidated B-24, 2 patrulleros PBY-5A Catalina, 2 transportes C-46 Commando, 2 C-47 Dakota, 1 C-54 Skymaster, 2 Lockheed PV-1 Ventura, 2 bombarderos B-25 Mitchell y 8 cazas P-38L Lightning.
Ante esta amenaza, el gobierno dominicano inició negociaciones en Canadá para la compra de 30 bombarderos Mosquito y en Estados Unidos para adquirir un inventario impresionante de equipo veterano que incluía 30 bombarderos medianos B-25 Mitchell, 4 bombarderos pesados B-17 Flying Fortress y 18 cazas de escolta P-38 Lightning. La intención por acabar con la FAERA era clara, lo que pudo haber provocado una guerra con Cuba, por lo que el gobierno de los Estados Unidos bloqueó todas estas ventas, limitando las negociaciones a 15 entrenadores primarios PT-17.
Sin embargo, los esfuerzos de los agentes de Trujillo prosperaron en otros mercados:
- • Lograron adquirir 10 bombarderos Bristol Beaufighter TF Mk.X en el Reino Unido. Estos bombarderos estaban dotados de un poderoso radar en la nariz y durante los últimos meses de la Segunda Guerra Mundial tuvieron gran éxito como cazadores de submarinos y embarcaciones alemanas y japonesas.

- De Canadá obtuvieron 5 cazabombarderos De Haviland Mosquito FB Mk.VI.
- En Nicaragua convencieron al dictador Anastasio Somoza de vender 3 de sus entrenadores armados AT-6 Texan.
- Adquieren 2 bombarderos de largo alcance B-17G Flying Fortress de fuentes comerciales en los Estados Unidos y los militarizan para regresar a su misión principal de bombardeo estratégico. Con estos bombarderos, Trujillo contaba con las herramientas necesarias para realizar ataques en un radio superior a 3,000 kilómetros.
- Una flota de 4 cazas P-38L Lighting y 3 versiones de reconocimiento F-5F3 adquirida en el sector civil, acompañada por un grupo de mercenarios estadounidenses veteranos de la Segunda Guerra Mundial.

El 15 de febrero de 1948, mediante el Decreto 4918, el Cuerpo de Aviación del Ejército Nacional toma el título de Cuerpo de Aviación Militar Dominicano, simbolizando su independencia de las fuerzas de tierra. La AMD se convirtió en el arma preferida del dictador Trujillo y recibió una parte considerable del presupuesto destinado a la defensa de la nación.
Los agentes de Trujillo lograron adquirir en 1948 para el nuevo Cuerpo media docena de cazas P-51C/D/N Mustang que se unieron a un número similar de cazas P-51D recibidos un año antes. Los Mustang fueron pilotados y mantenidos en un principio por una misión militar brasileña, considerada en algunos medios simplemente como un grupo de mercenarios. Esta misión brasileña fue contratada para enseñar tácticas de combate en la recientemente creada Escuela de Aviación Militar, que recibió una flota de 14 entrenadores AT-6 Texan, 18 BT-13 (provenientes de la US Navy) y 12 PT-17 .
La primera operación de combate de la nueva AMD tuvo lugar el 14 de junio de 1949, cuando un vuelo formado por un cazabombardero Beaufighter y dos Mosquito atacaron un avión anfibio Catalina y dos embarcaciones de exiliados dominicanos en la bahía de Luperón. La FAERA logró desplazar 14 aeronaves para apoyar su invasión, pero sus fuerzas fueron rápidamente aplastadas por el Ejército Nacional en tierra y la AMD en el aire. Este incidente alertó a Trujillo de la vulnerabilidad de sus costas y se dedicó a fortalecer a sus fuerzas de reacción. En 1949 adquirió 5 aviones de transporte C-46 Commando y un helicóptero UH-12 Raven.

### La Época de Oro
A principio de la década de los cincuenta, el gobierno de Trujillo realizó una ambiciosa expansión de la fuerza aérea que incluyó la construcción de una docena de bases aéreas y la compra de equipo de combate moderno. Entre estas bases se encuentra la que para ese entonces enorme Base Aérea Presidente Trujillo, inaugurada en 1953. Esta base, a la caída de la dictadura, sería renombrada como Base Aérea de San Isidro.
Mediante una compañía intermediaria llamada Interarmsco, la AMD adquirió 32 cazas P-51D Mustang veteranos de la Real Fuerza Aérea Sueca. Estos aparatos se encontraban en excelentes condiciones, ya que habían sido adquiridos como medida interina por los suecos durante y después de la Segunda Guerra Mundial. Es posible que la AMD haya recibido alguna de las variantes modificadas en Suecia al estándar S-26 de reconocimiento, pues un Mustang sin matrículas y pintado furtivamente de negro, realizó varias misiones secretas sobre Cuba e incluso tan lejos como Venezuela. En un principio la AMD tenía planes de adquirir otros 20 cazas P-51D de la USAF, junto a la contratación de una compañía americana que le diera mantenimiento a su nueva flota de Mustang. Finalmente un grupo de 12 mecánicos suecos fueron contratados y estos se trasladaron a Santo Domingo. A principios de 1953 adquirió otros 10 cazas de Suecia, pagando en total $3.6 millones de dólares por el lote completo de 42 aeronaves.
Las compras a Suecia no terminaron ahí, incluyeron a 25 cazas a reacción De Haviland Vampire F.1, los que se unieron a los Mustang en el Escuadrón de Caza estacionados en Base Trujillo, San Isidro. 25 tanques ligeros Landsverk L-60 y 13 tanquetas Lynx también fueron adquiridos de Suecia, formando la fuerza principal de una brigada blindada que estaba subordinada directamente al Ministerio de la Defensa, es decir, independiente al Ejército Nacional. Esta brigada tenía como hogar Base Trujillo y fue ligada a la AMD, por lo que dio especulaciones a que la AMD contaba con “escuadrones de vuelo blindados”. Existe evidencia fotográfica para soportar esto y los tanques incluso eran estacionados en las pistas como si fueran cazas.
Al mismo tiempo Trujillo logró congraciarse con los Estados Unidos y adquirió, mediante el Programa de Asistencia Militar MAP, 25 cazabombarderos P-47D Thunderbolt, número máximo permitido a los aliados de EE. UU. en la región. Estos fueron agrupados dentro del escuadrón de caza-bombarderos, al lado de los B-17G, B-25H y algunos AT-6 Texan. Cuatro Douglas C-47 reforzaron a la flota de transportes de la AMD, uno de ellos era una versión DC-47D destinada el transporte personal de Trujillo. Sin embargo, intentos de Trujillo por adquirir 25 cazas a reacción F-86 Sabre, también a través del MAP fueron evitados por miembros del Congreso de los Estados Unidos.
Para 1955 la Aviación Militar Dominicana estaba formada por unos 240 aviones y 3500 efectivos, sin duda, la más poderosa en toda América Central . Se llevó a cabo uno ligera reorganización de la fuerza de combate, creándose el “Escuadrón Ramfis” (en honor al hijo de Trujillo) en la BA Trujillo, dotado de unos 140 aviones de combate (existían por lo menos 6 escuadrones con Mustang dentro del “Escuadrón”) y el escuadrón de caza-bombarderos, también conocido como “Escuadrón Leonidas” (por Rafael “Leonidas” Trujillo), que tenía cerca de 50 aeronaves.
Otros 17 caza-bombarderos Vampire FB.50 fueron adquiridos de Suecia en 1957, ante la negativa de Estados Unidos por permitir la venta de 25 cazas F-86 Sabre que Trujillo tramitaba con las Fuerzas de Autodefensa de Japón.
Las ambiciones de Trujillo no terminaron ahí, el dictador ansiaba expandir la capacidad de ataque de la AMD y en 1958 comenzó negociaciones con la compañía Florida Aerocessories Inc. para comprar 12 ex -bombarderos Douglas A-26B Invader retirados de la USAF y modificados como “entrenadores” por esta compañía civil. Al obtener la licencia, los dominicanos pronto aumentaron el pedido a 16 ejemplares. Analizando la rápida expansión de las fuerzas armadas dominicanas y la insistencia de Trujillo en adquirir armamento estadounidense, el gobierno de los Estados Unidos bloqueó esa venta y varios intentos del servicio de inteligencia dominicano, incluyendo otras dos a través de compañías civiles. Agentes de Trujillo, posando como directivos de una compañía chilena fantasma, dedicada a la cartografía, lograron adquirir una flota de 5 aviones A-26B de la compañía Manhattan Industries. Estos cinco A-26B desmilitarizados aterrizaron en Base Trujillo (San Isidro) en 1959 durante un supuesto vuelo de entrega hacia Chile, en donde fueron confiscados, artillados con el material disponible y puestos en servicio con la AMD.

### Reestructuración y Deja vu
En 1957 la AMD adquirió dos helicópteros de transporte Sikorsky UH-19, destinándolos a funciones de búsqueda y rescate, una nueva misión para la AMD. Un año más tarde adquirió un ejemplar construido bajo licencia en el Reino Unido, el Westland Whirlwind. Este modelo fue sin duda el mejor aparato para transportar tropas y suministros entre sus bases.
En estos años, la AMD recortó su flota de combate, en un intento por estandarizar sus filas. Dio de baja los [[Republic P-47
Thunderbolt]] en 1958, vendiendo algunos a Nicaragua, retiró a sus bombarderos Bristol Beaufighter, B-17G Flying Fortress, anfibios PBY Catalina, cazas Mosquito, entrenadores PT-17 y BT-13. Por otro lado, las entregas de entrenadores T-6 Texan continuaron, llegando a un total de 87 unidades de varios modelos en la AMD.
Diez años tras el primer intento, el 14 de junio de 1959, exiliados dominicanos intentaron una vez más invadir la isla y derrocar al dictador, de nuevo la AMD fue llamada para terminar con la amenaza y así lo hizo. Un acercamiento con Francia trajo nuevo armamento a las filas, incluyendo tanques ligeros AMX-13 y helicópteros Alouette. Los Alouette fueron entregados con soportes para armamento. Un grupo de oficiales dominicanos fueron enviados a Francia para aprender técnicas de combate en helicóptero, pero los intentos por adquirir cazas Dassault Mystère no fructificaron.
En mayo de 1960 el personal sueco que brindaba apoyo a la flota de cazas P-51D Mustang y Vampire abandonó el país, con lo que podemos marcar como el principio del fin de la época dorada de la Aviación Militar Dominicana. La fuerza de Trujillo, quien presumía tener la capacidad de bombardear La Habana en 3 horas y derrotar a Haití en 24 horas, comenzaba a desvanecer. El 30 de mayo de 1961 Trujillo fue asesinado por un grupo de disidentes apoyados por la CIA. La Rebelión de los Pilotos del 19 de noviembre de 1961 produce la salida definitiva de la familia Trujillo del país.

### El dictador está muerto
Con Trujillo fuera de la jugada, un nuevo gobierno al mando de Balaguer toma control del país. La AMD, símbolo de la dictadura Trujillista, fue reestructurada y renombrada Fuerza Aérea Dominicana (FAD) mediante el decreto 7222. En 1962 un golpe de Estado militar, dirigido por el jefe de la fuerza aérea Pedro Rodríguez Echavarría, lo obligó a exiliarse en Nueva York y Puerto Rico, y fue reemplazado por Juan Bosch, quien se rehusó a perseguir a la izquierda dominicana y fue depuesto por un golpe militar en septiembre de 1963. Una junta militar al mando del Doctor Donald Reid Cabral asumió el poder.
Estados Unidos pronto apoyó el fortalecimiento de las fuerzas armadas, intentando crear un contrapeso a la amenaza comunista en el Caribe. Promovió la modernización de la flota de combate de Mustangs por parte de la compañía Trans-Florida Aviation, quien había adquirido los derechos sobre el P-51D Mustang. Trans-Florida accedió a recibir 4 ejemplares usados a cambio de modernizar 27 unidades. De igual forma, los AT-6 Texan fueron modificados para lanzar cohetes. El 7° Grupo de Fuerzas Especiales de los Estados Unidos se hizo cargo del entrenamiento de un nuevo cuerpo de fuerzas especiales dominicanas.
Para 1963 la FAD había sido reducida a 110 aeronaves (de 240 tan solo 8 años antes) organizadas en un grupo de bombarderos y dos escuadrones de caza. El 1° Grupo de Comandos, entrenados por los Estados Unidos fue declarado operacional y la FAD recibió, a través del Programa de Asistencia Militar MAP un entrenador avanzado T-28A Trojan, que utilizó para evaluación. Los resultados fueron positivos, por lo que adquirió otros 3 ejemplares destinándolos a la Escuela Militar de Aviación. El rendimiento del T-28 Trojan, el cual estaba destinado a reemplazar a los T-6 Texan finalmente, tuvo tanto éxito que la FAD adquirió otros 3 ejemplares de una versión artillada ofrecida por Francia. El T-28S Fennec era una modificación del T-28A Trojan construida por Sud Aviation y dotada de armamento fijo y el poderoso motor del bombardero B-17G. Los Fennec fueron destinados al escuadrón de caza-bombardeo.
En 1965 la Junta Militar es derrocada y comienza una revolución por las fuerzas opositoras que apoyaban a Juan Bosch. Estas fueron llamadas Constitucionalistas por su apoyo a la Constitución de 1963, considerada por algunos como la más progresista y liberal de la historia dominicana; En oposición a los Constitucionalistas estaban los generales Wessin y Barrera, quienes gozaban del control mayoritario de las fuerzas armadas. Los Constitucionalistas tomaron el Palacio Nacional y se atrincheraron. La FAD comenzó operaciones, empleando a sus cazas P-51D Mustang, Vampire y AT-6 Texan para bombardear las posiciones de los rebeldes en la capital. Existen reportes que indican el uso de bombarderos Mosquito en contra de los rebeldes y la pérdida de 2 cazas Mustang a la artillería antiaérea rebelde. Algunas fuentes aseguran que solo un Mustang fue derribado, mientras que un segundo fue alcanzado por el fuego antiaéreo y logró aterrizar en base Trujillo.
Estados Unidos, temiendo que la inestabilidad en la isla invitara una intervención comunista (cubana), invadió a República Dominicana con 42 300 infantes de marina de la 82.ª AA división aerotransportada del ejército de Estados Unidos, además de la séptima flota de la us navy con más de 30 unidades navales "incluyendo un portaviones, también aviones F-111 de la USAF así como cantidad de helicópteros artillados y cantidad de piezas de artillería. como tropas para restaurar el orden. Esta fuerza fue después complementada por 2,000 tropas provenientes de Nicaragua, Costa Rica, Honduras y Brasil. En 1966 Balaguer fue reinstaurado.

### La Reforma
Una vez que el nuevo gobierno se encontraba en el poder, llevó a cabo una profunda reestructuración de la FAD. El equipo de combate, comprendiendo unos 24 P-51D Mustang, 15 Vampire y más de 20 AT-6 Texan fueron agrupados dentro de la unidad “Dragones Verdes”. Esta nueva unidad fue entrenada por la USAF en tácticas de contrainsurgencia.
Los restantes 4 bombarderos A-26B Invader fueron puestos a la venta en el mercado internacional, pero el hecho de ser aeronaves “híbridas” previnieron su venta, por lo que fueron dados de baja en 1968. Los asesores estadounidenses, a través del proyecto “Peace Marker” recomendaron también, que 10 ejemplares de los restantes 24 Mustang fueran extensamente modernizados por la empresa Cavalier, heredera de la Trans-Florida Aviation. Los helicópteros UH-19 fueron dados de baja en 1969 dejando a las unidades de rescate dependiendo de un puñado de helicópteros ligeros Alouette y Lama.
La FAD seleccionó al caza británico Hawker Hunter como su futuro avión de combate, destinado a reemplazar a sus antiguos De Haviland Vampire. El requisito por 25 aeronaves fue real, sin embargo, las negociaciones no fructificaron en un pedido formal.
Durante las siguientes dos décadas, la mayor influencia de la FAD provino de la misión de asistencia militar de los Estados Unidos, la cual limitó su capacidad a la de una fuerza de contrainsurgencia. Para ello promovió aeronaves ligeras que estaban siendo probadas en Vietnam.
- En 1971 brindó a través del MAP seis helicópteros OH-6A Cayuse, que fueron artillados con ametralladoras del tipo Minigun y lanzacohetes ligeros.
- Un año más tarde entregó 8 avionetas T-41D Mescalero, que servirían como controladores aéreos de observación al lado de los Cayuse, Mustang y Texan en operaciones de baja intensidad. Todos estos fueron utilizados en las operaciones contra grupos guerrilleros como el célebre grupo guerrillero de Francisco Alberto Caamaño Deño, quien desembarcó en febrero de 1973 con un grupo de 10 hombres armados en playa caracol, procedentes de Cuba, quien fuese su última misión.

- Existen informes sobre un transporte C-47 modificado con armamento similar a la versión del cañonero AC-47 Spooky, que tomó parte en la operación para capturar a Caamaño, pero no hay un registro real sobre su existencia en la FAD.

En 1974 los últimos 12 Vampire fueron dados de baja, dejando a sus escuadrones sin aviones de combate a reacción, con lo que se alineó a la intención de Estados Unidos por fomentar fuerzas aéreas con capacidades de combate limitadas a la contrainsurgencia en el Caribe y Centroamérica.
En 1977 en la llamada por el gobierno cubano Operación Pico un grupo de aviones de combate Mig-21 procedentes de Cuba  arremetió contra República Dominicana violando el espacio aéreo (solo en cuestión de asustar, aunque atacar tampoco se descartaba) sobrevolando de manera intimidante sobre la ciudad de Puerto Plata, existen varias versiones del hecho, dicen que la FAD ni se molestó en responder teniendo en cuenta que sus aviones North American P-51 Mustang eran simples avionetas con casi 30 años volando hubiera sido un suicidio responder la amenaza, igual por otro lado se habla de que 2 de los casi inservibles Mustang despegaron solo para ver que sucedía y que incluso les dieron por muertos ,a fin de cuentas República Dominicana se rinde y entrega un buque Cubano procedente de Angola (quien era la raíz del conflicto), el buque fue detenido en mar dominicano creyendo que se trataba de espionaje, siendo en realidad un incidente, este conflicto humillo notablemente la autoestima de la FAD quien décadas atrás se hacía llamar como la fuerza aérea más temeraria y numerosa de latinomaerica, este fue el último conflicto de carácter militar en que la FAD estuvo involucrada hasta hoy en día.
Para 1978 el inventario de la FAD había reducido a 80 aeronaves operativas, la tercera parte de la AMD veinte años atrás. Contaba con la unidad de combate dotada de Mustang, T-41D, OH-6A, T-6 Texan y T-28S Fennec, un escuadrón de transporte con los anticuados C-46 Commando y C-47 Dakota, un escuadrón de helicópteros ligeros y la Escuela Militar de Aviación con algunos Texan y Trojan. Siete helicópteros civiles Bell 205A-1 fueron adquiridos directamente de Bell Helicopter en Texas, quien se encargó de “militarizarlos” hasta cierto grado y ponerlos en condiciones de vuelo para apoyar la nueva misión antinarcóticos de la FAD.
A finales de los 70 la FAD adquiere un helicóptero Aerospatiale SA365C Dauphin II, el cual se empleó como helicóptero presidencial

### Nuevas Monturas
La siguiente reestructuración de la FAD tuvo lugar a mediados de la década de los ochenta, comprendiendo nuevos aviones de combate, patrulla y entrenamiento:
En 1984 dio de baja a sus restantes P-51D Mustang, los últimos Mustang en servicio militar en el mundo. La FAD logró vender estas históricas máquinas como piezas de museo operativas, obteniendo la cifra de $300,000 dólares por unidad. Irónicamente reunieron la misma cifra que Trujillo había pagado por la flota entera de 42 ejemplares más de 30 años antes.
La FAD obtuvo un reemplazo para sus cansados y veteranos cazas Mustang. Estados Unidos ofreció el A-37 Dragonfly, una versión artillada del entrenador a reacción T-37. Lejos de ser un interceptor, el Dragonfly ofrecía un adelanto tecnológico considerable respecto al resto de la flota dominicana. El alto mando dominicano deseaba recibir por lo menos 16 ejemplares del pequeño jet, pero se tuvo que conformar con 8 unidades. El bautizo de fuego de los nuevos “Dragones” ocurrió en 1985, cuando un A-37B interceptó y derribó a una avioneta Beechcraft D-18 durante una operación antinarcóticos.
Para complementar a los A-37B Dragonfly, la FAD recibió 5 ejemplares del Cessna O-2A. Estas pequeñas, aunque eficientes avionetas fueron inmediatamente destinadas a realizar patrullajes armados en la frontera con Haití. De igual forma, los O-2 también fueron designados para patrulla costera, pudiendo ser artillados con lanzacohetes y ametralladoras.
La Escuela Militar de Aviación, quien dependía hasta este momento de una mezcla de biplazas AT-6 Texan, T-28A Trojan e incluso, se rumora algunos ejemplares biplazas del Vampire, simplificó su sistema de entrenamiento con una docena de T-34B Mentor provenientes de los sobrantes de la US Navy.
En 1986 Estados Unidos suspendió los créditos de ayuda militar para República Dominicana, solo para eliminarlos completamente dos años más tarde.
Durante la década de los noventa la FARD se concentró en convertirse un servicio “antinarcótico” de apoyo a las fuerzas de tierra. Pronto su capacidad disminuyó aún más, contando con 45 aeronaves hacia mediados de la década.

### La Nueva Generación
Si bien la actual FARD no es ni la sombra de la AMD a finales de los años cincuenta, ha tomado decisiones adecuadas sobre su organización y equipamiento, considerando el presupuesto con el que cuenta.
• Nuevos Helicópteros
A inicios de los 90 la FARD adquiere un helicóptero Aerospatiale AS365N2 Dauphin II versión militarizada, destinándolo a ser el helicóptero presidencial. Este sustituyó al SA365C Dauphin II
En 1994 los Estados Unidos donaron 6 helicópteros UH-1H Iroquois reemplazando a los antiguos modelos 205A-1, con lo que la FAD finalmente vendió a sus “militarizados” Bell 205A-1 en 1998 a una compañía canadiense. Estos “nuevos” UH-1H son utilizados en misiones de búsqueda y rescate.
Entre diciembre de 2003 y abril de 2004, la FAD recibió 4 helicópteros nuevos Schwizer 333, los que fueron destinados a misiones de patrulla marítima y entrenamiento. Entre ese mismo lapso de tiempo, la FAD amplio su flota de UH-1H a casi 20 helicópteros, adquiridos a un costo de 72 millones de dólares.
Durante 2004 la FAD adquirió cuatro helicópteros Bell 206A-1, conocidos como CH-136 Kiowa en su antiguo servicio, las Fuerzas Armadas Canadienses. El trato fue negociado por Coastal Helicopters quien los puso en condiciones operativas antes de ser entregados a la FAD.
En la década de 2010 se integraron un Eurocopter EC155 y un Bell 430 a la flota de transporte presidencial. 
• Nuevos Transportes
La FAD logró dar de baja a sus últimos 3 C-47 Dakota en 1998, reemplazándolos con dos nuevos C-212 Aviocar Serie 400. Los Aviocar fueron destinados a tareas generales de transporte, así como brindar apoyo a misiones humanitarias internacionales. Un tercer Aviocar se integró en el 2001. Un Cessna 206 fue adquirido para misiones de transporte ligero, además de un Rockwell 690B Twin Commander para transporte vip. 
• Nuevos Cazas
Luego de que los sobrantes A-37 se le dieran de baja en 2001 la FAD luego de varios años sin ningún avión caza distintivo, esta vez fue el EMB-314 Super Tucano seleccionado como el siguiente avión de combate de la FAD, que llevará a cabo misiones de patrulla fronteriza, contra insurgente, apoyo aéreo cercano y entrenamiento avanzado. Se realizó un pedido de 8 unidades. Tras múltiples contratiempos para aprobación del préstamo, se aprobó en 2009 y en diciembre de ese mismo año llegaron las dos primeras unidades. Tres unidades más llegaron en julio del 2010. Las tres unidades restantes, fueron entregadas en octubre del año 2010. Desde su última entrega, los Super Tucano han demostrado ser efectivos en la prevención de bombardeos de drogas, haciendo desaparecer prácticamente esta modalidad de narcotráfico en el país.
Con la llegada de los Super Tucanos, la unidad “Dragones” (Escuadrón de Combate), es activada de nuevo.
• Nuevos Entrenadores
8 ejemplares T-35B Pillan procedentes de la empresa chilena ENAER entraron en servicio en el 1998, permitiendo la retirada de los restantes T-34B Mentor, que fueron vendidos a coleccionistas civiles en los Estados Unidos. La Escuela Militar de Aviación ha indicado la necesidad por contar con 4 entrenadores avanzados, identificando al Embraer Tucano como preferido. De igual forma, la versión biplaza del Super Tucano podría satisfacer esta necesidad. Varios Cessna 172 se integraron a la flota de entrenadores en la década de 2010.
La FARD emprendió en 2023 el proyecto DULUS TP 75 para ensamblar 10 aeronaves de entrenamiento y patrullaje basadas en el Tucano Replica 915S, bautizadas como Cigua Palmera en honor al ave nacional dominicana.
La FARD en julio de 2024 cerró un acuerdo con el Ejército del Aire y del Espacio español para la adquisición de siete aviones Pillán T-35 un modelo retirado del servicio en 2023 en España después de más de tres décadas operativo en la Academia General del Aire (AGA) y sustituido por el entrenador suizo PC-21.
Por lo tanto, el Ministerio de Defensa español apostó por ofrecer las aeronaves a países donde este modelo continúa en servicio como es el caso de República Dominicana. Personal de la FARD trabaja en la actualidad en el desarme de las siete aeronaves en la Maestranza Aérea de Sevilla para su traslado vía marítima hasta Santo Domingo en los próximos días.

## Organización
| Comando       | Escuadrón                     | Aeronaves                                   | Nombre   | Distintivo |
| ------------- | ----------------------------- | ------------------------------------------- | -------- | ---------- |
| Comando Aéreo | Escuadrón de Combate          | A-29b Super Tucano T-35B Pillan TP-75 DULUS | DRAGONES |            |
|               | Escuadrón de Transporte Aéreo | C212-400, Ce172, CeR182, PA-31-325          | PEGASOS  |            |
|               | Escuadrón de Rescate          | Bell 206A-1, UH-1H, UH-1H-II,               | AGUILAS  |            |
|               | Escuela de Aviación           | Cessna 172 T-35B Pillan, Schweizer 333      |          |            |

### Otras Dependencias
- Obispado Castrense
- Comando Mantenimiento Aéreo
- Comando de Fuerzas Especiales
- Comando Norte, Ubicado en Sabaneta de Cangrejos, Puerto Plata
- Hospital Militar Universitario Doctor Ramón de Lara, F.A.D.
- Comando Seguridad de Base
- Comando de Apoyo y Servicios Generales

## Personal y Rangos

### Oficiales
| País | Aspirante a Oficial | Oficiales Subalternos | Oficiales Subalternos | Oficiales Subalternos | Oficiales Superiores | Oficiales Superiores | Oficiales Superiores | Oficiales Generales | Oficiales Generales | Oficiales Generales |
| --- | ------------------- | --------------------- | --------------------- | --------------------- | -------------------- | -------------------- | -------------------- | ------------------- | ------------------- | ------------------- |
| República Dominicana |                     |                       |                       |                       |                      |                      |                      |                     |                     |                     |
| Estudiante AFA | Segundo Teniente    | Primer Teniente       | Capitán               | Mayor                 | Teniente Coronel     | Coronel              | General de Brigada   | Mayor General       | Teniente General    |                     |
| 1 El rango de General de 3 estrellas es un rango que el militar designado como Ministro de Defensa solo podrá ostentarlo mientras dure su gestión y se va al retiro con dicho rango. 2 Habitualmente los Viceministros, Comandantes Generales, director general de la Policía Nacional y otras direcciones o departamentos, son generales de 2 estrellas. |                     |                       |                       |                       |                      |                      |                      |                     |                     |                     |

Academia Aérea

### Alistados
| República Dominicana |      |          |                |
| Raso                 | Cabo | Sargento | Sargento Mayor |

## Escuadrón de Combate
El escuadrón de Combate de la Fuerza Aérea Dominicana, está inminentemente organizado para salvaguardar la soberanía Nacional en el espacio aéreo Dominicano, siendo esta la misión fundamental.
El escuadrón además de mantener el dominio y el control del espacio aéreo Dominicano mediante superioridad aérea en tiempo de paz y/o en tiempo de guerra, es un escuadrón táctico donde también se realizan misiones secundarias tales como:
1.- APOYO AÉREO A LAS TROPAS TERRESTRES:
Es el ataque desde el aire que se le hace a las tropas enemigas en tierra en caso de un conflicto bélico.
2.- GUERRA CONTRA EL NARCOTRÁFICO: Guerra esta que sostenemos conjuntamente con los departamentos de inteligencia de las fuerzas Armadas y del Estado, en contra del narcotráfico, manteniéndose alerta las 24 horas, se hacen intercepciones con nuestras aeronaves a las aeronaves que intentan violar nuestro espacio aéreo cargadas de drogas y contrabando.
3.- PATRULLAS:
Se realizan patrullas en todas las costas nacionales, como en el territorio, en busca de pistas de aterrizaje improsadas, buques sospechosos y pequeñas embarcaciones con viajeros ilegales.
4.- TÁCTICAS DE TIRO:
Se realizan prácticas de tiros, bombas y cohetes en busca de proyectarnos hacia un mejor entrenamiento y un mayor y más efectivo perfeccionamiento, pues cada hombre de su dotación es un soporte sólido, en el interés supremo de mantener libre de amenazas la soberanía del Espacio Aéreo Dominicano, tal y como nos lo señala nuestra Ley Orgánica de las Fuerzas Armadas.
5.- INSTRUCCIÓN:
El Escuadrón de combate provee de instrucciones a la Escuela de Aviación de la Fuerza Aérea Dominicana, la cual tiene como misión la formación teórica y práctica de los futuros aviadores de esta gloriosa institución.

## Aeronaves
| Aeronave                      | Origen         | Tipo                    | Versiones | En servicio | Notas                                                                                        | Imagen  |  |
| Aviones                       | Aviones        | Aviones                 | Aviones   | Aviones     | Aviones                                                                                      | Aviones |  |
| ----------------------------- | -------------- | ----------------------- | --------- | ----------- | -------------------------------------------------------------------------------------------- | ------- |  |
| A-29B Super Tucano            | Brasil         | A-29B                   |           | 8           | Ataque y combate                                                                             |         |  |
| Tucano R – Experimental       | Italia         | TP-75 Dulus             |           | 7 de 10     | Entrenamiento y vigilancia                                                                   |         |  |
| Tecnam P2006T                 | Italia         | P2006T                  |           | 1           | Vigilancia                                                                                   |         |  |
| ENAER Pillán                  | Chile          | T-35B T-35C             |           | 7           | Entrenamiento                                                                                |         |  |
| Aeromot AMT-200 Super Ximango | Brasil         | AMT-200                 |           | 1           | Entrenamiento                                                                                |         |  |
| Piper PA-31                   | Estados Unidos | PA31-350 Navajo Panther |           | 2           | Transporte de tropas o cargamento militar ligero                                             |         |  |
| CASA C-212 Aviocar            | España         | C-212-400               |           | 3           | Transporte de tropas o cargamento militar.Hasta 20 soldados, 12 literas, o 2.820 kg de carga |         |  |
| Cessna 208 Caravan            | Estados Unidos | Cessna 208B             | U-27A     | 2           | Transporte de tropas o cargamento militar ligero                                             |         |  |
| Rockwell 690B Twin Commander  | Estados Unidos | 690B Twin Commander     |           | 1           | Transporte vip                                                                               |         |  |
| Cessna 172                    | Estados Unidos | C-172                   |           | 3           | Entrenamiento para transporte aéreo militar dominicano y Observación                         |         |  |
| Cessna 182                    | Estados Unidos | C182 RG II              |           | 1           | Entrenamiento para transporte aéreo militar dominicano y Observación                         |         |  |
| Cessna 500 Citation I         | Estados Unidos | C-501                   |           | 1           | Transporte                                                                                   |         |  |
| Cessna 550 Citation II        | Estados Unidos | 550B Citation Bravo     |           | 1           | Transporte                                                                                   |         |  |
| Cessna 404                    | Estados Unidos | 404 Titan               |           | 1           | Transporte                                                                                   |         |  |
| Cessna 206                    | Estados Unidos | C-206                   |           | 1           | Entrenamiento para transporte aéreo militar dominicano y Observación                         |         |  |
| Helicópteros                  |                |                         |           |             |                                                                                              |         |  |
| Bell UH-1H Iroqouis           | Estados Unidos | UH-1H UH-1H Huey II     |           | 14          | Utilitario y Misiones especiales                                                             |         |  |
| AW169                         | Italia         | AW169                   | AW169M    | 4           | Helicóptero de rescate                                                                       |         |  |
| OH-58                         | Estados Unidos | Kiowa                   |           | 10          | Helicóptero Patrullaje Y Ataque.                                                             |         |  |
| Sikorsky S-333                | Estados Unidos | S333                    |           | 3           | Helicóptero Observación y Entrenamiento.                                                     |         |  |
| Bell 430                      | Estados Unidos | B-430                   |           | 1           | Transporte VIP                                                                               |         |  |
| Eurocopter EC155              | Francia        | EC155                   |           | 1           | Presidencial                                                                                 |         |  |

## Antiguas Aeronaves
| Aeronave                       | Origen         | Notas       | En servicio | Tipo          | Imagen      |             |
| Bombarderos                    | Bombarderos    | Bombarderos | Bombarderos | Bombarderos   | Bombarderos | Bombarderos |
| ------------------------------ | -------------- | ----------- | ----------- | ------------- | ----------- | ----------- |
| Boeing B-17 Flying Fortress    | Estados Unidos |             | 2           | Bombardero    |             |             |
| Bristol Beaufighter            | Reino Unido    |             | 10          | Bombardero    |             |             |
| De Havilland Mosquito          | Reino Unido    |             | 5           | Bombardero    |             |             |
| North American B-25 Mitchell   | Estados Unidos |             | 5           | Bombardero    |             |             |
| Douglas A-26 Invader           | Estados Unidos |             | 5           | Bombardero    |             |             |
| Cazas y cazabombarderos        |                |             |             |               |             |             |
| Lockheed P-38 Lightning        | Estados Unidos |             | 11          | Caza          |             |             |
| Republic P-47 Thunderbolt      | Estados Unidos |             | 25          | Caza          |             |             |
| de Havilland DH.100 Vampire    | Reino Unido    |             | 42          | Caza          |             |             |
| North American P-51 Mustang    | Estados Unidos |             | 50          | Caza          |             |             |
| A-37 Dragonfly                 | Estados Unidos |             | 8           | Ataque        |             |             |
| Avión de entrenamiento         |                |             |             |               |             |             |
| North American T-6 Texan       | Estados Unidos |             | 68          | Entrenamiento |             |             |
| Vultee BT-13 Valiant           | Estados Unidos |             | 25          | Entrenamiento |             |             |
| Boeing-Stearman Modelo 75      | Estados Unidos |             | 25          | Entrenamiento |             |             |
| Cessna A-17                    | Estados Unidos |             | 4           | Entrenamiento |             |             |
| Beechcraft T-34 Mentor         | Estados Unidos |             | 10          | Entrenamiento |             |             |
| North American T-28 Trojan     | Estados Unidos |             | 4           | Entrenamiento |             |             |
| Lockheed T-33 Shooting Star    | Estados Unidos |             | 4           | Entrenamiento |             |             |
| Cessna O-2 Skymaster           | Estados Unidos |             | 5           | Entrenamiento |             |             |
| Aeronave de transporte militar |                |             |             |               |             |             |
| Douglas C-47 Skytrain          | Estados Unidos |             | 20          | Carga         |             |             |
| Curtiss C-46 Commando          | Estados Unidos |             | 10          | Carga         |             |             |
| Consolidated PBY Catalina      | Estados Unidos |             | 7           | Carga         |             |             |